# Uranylbromid
Uranylbromid, (UO2)Br2, ist ein hellroter, hygroskopischer Feststoff, und stellt das Uranylsalz der Bromwasserstoffsäure dar.

## Eigenschaften
Uranylbromid ist ein hellroter Feststoff, der sich an feuchter Luft gelb färbt. Es ist thermisch instabil und verliert Brom schon bei Raumtemperatur. Wird Uranylbromid in einer Inertgasatmosphäre auf 350 °C erhitzt zersetzt es sich binnen 48 Stunden.
In koordinierenden Lösungsmitteln bildet Uranylbromid entsprechende Koordinationsverbindungen mit den Formeln (UO2)Br2 · L (L = Acetonitril), (UO2)Br2 · 2 L (L = Essigsäureanhydrid, Diethylether, N-Methylacetanilid), (UO2)Br2 · 3 L (L = N,N-Dimethylformamid) und (UO2)Br2 · 4 L (L = Dimethylsulfoxid) sowie zweifach, dreifach und vierfache koordinierte Komplexe mit Ammoniak entsprechend der Formel (UO2)Br2 · x NH3 (x = 2, 3, 4).
Uranylbromid formt des Weiteren ein stabiles Trihydrat (UO2)Br2 · 3 H2O in Form dunkelgelber Nadeln aus wässriger HBr-Lösung. Trocknet man über Phosphorsäure erhält man das Monohydrat (UO2)Br2 · H2O. Das Trihydrat ist luftstabil und verliert beim Erhitzen auf 60 °C ein Molekül Kristallwasser.
In ionischen Flüssigkeiten bildet Uranylbromid mit Bromid-Ionen das entsprechende Tetrabromo-Anion [(UO2)Br4]2−.

## Darstellung
Uranylbromid kann durch Reaktion von wasserfreiem Uran(IV)-bromid mit Sauerstoff bei einer Temperatur zwischen 150 und 160 °C gewonnen werden.
{\displaystyle \mathrm {\ UBr_{4}+\ O_{2}\longrightarrow \ UO_{2}Br_{2}+2\ Br_{2}} }
Ebenfalls ist eine elektrochemische anodische Oxidation von Uranmetall in Gegenwart von Brom, gelöst in Acetonitril und bei Anwesenheit von trockenem Sauerstoff möglich.

## Gesundheits- und Umweltgefahren
Uranylbromid ist wie alle Uranverbindungen radioaktiv und giftig und sollte daher mit der entsprechenden Vorsicht behandelt und eine Aufnahme in den Körper vermieden werden.